# Allobates brunneus
Allobates brunneus är en groddjursart som först beskrevs av Cope 1887.  Allobates brunneus ingår i släktet Allobates och familjen Aromobatidae. IUCN kategoriserar arten globalt som livskraftig. Inga underarter finns listade i Catalogue of Life.